# Замок Килкея
Замок Килкея (англ. Kilkea Castle; ирл. Caisleán na Cill Cathaigh) — один из замков Ирландии, расположенный в графстве Килдэр близ деревни Килкея.

## История
Замок Килкея построил сэр Уолтер де Риддлесфорд в 1180 году после англо-нормандского завоевания Ирландии. Первый замок был выстроен по типу «мотт и бейли» — деревянный замок на искусственном холме. Внучка сэра Уолтера вышла замуж за Мориса Фитцджеральда, барона Оффали, поэтому Килкея достался во владение феодалам Фицджеральдам, в собственности которых этот замок был более 700 лет.
Сэр Томас де Рокеби, главный юстициарий Ирландии, использовал замок в качестве своей резиденции и главной военной базы и умер здесь в 1356 году.
Замок связан со всей историей Геральдинов — ветвей рода Фицджеральд и их сторонниками и союзниками. В замке жил Джеральд Фицджеральд, граф Килдэр, вошедший в историю как граф Визард. Он стал лидером Геральдинов в возрасте всего 20 лет, после того, как его сводный брат Томас Фитцджеральд сошел на плаху и потерял голову в Тайберне в 1537 году после своего неудачного восстания против короля Англии, которое вошло в историю как «восстание Шелкового Томаса».
В 1634 году замок получил в аренду орден иезуитов. Аренду позволила вдова XIV графа Килдэр. Иезуиты оставались в замке до 1646 года. В 1646 году в замке жил архиепископ Ринуццини — папский нунций, посол святого престола в Ирландской конфедерации. В то время бушевало восстание за независимость Ирландии, была провозглашена независимая Ирландская конфедерация и несколько лет большая часть Ирландии была независимой, пока Оливер Кромвель не утопил восстание в крови.
В начале XIX века XIX граф Килдэр решил изменить резиденцию. Он переехал в Картон-Хаус. Замок Килкея арендовали различные жители. Среди них был Томас Рейнольдс — торговец шелком из Дублина, который был предателем повстанцев в 1798 году. Во время этого восстания за независимость Ирландии он вошел в доверие Эдварду Фицджеральду, который был одним из лидеров организации объединенных ирландцев. Он предал повстанцев и английская армия была проинформирована обо всех главных сил повстанцев. Это было одной из причин поражения восстания, замок тогда был неожиданно захвачен английской армией.
В 1849 году в замке произошел пожар. Замок отремонтировал лорд Уолтер, III герцог Лейнстер. Он жил в этом замке, был основателем археологического общества Килдэр в 1891 году, был известным букинистом и знатоком старины Ирландии, был редактором журнала «Журнал ассоциации охраны памяти мертвых в Ирландии» с 1904 года до своей смерти в 1923 году. В 1949 году резиденция Картон-Хаус была продана и замок Килкея стал резиденцией VIII герцога Лейнстер.
В 1960 году семья Фицджеральд продала имение и замок Килкея. Замок переделали в отель, отель был убыточным и его закрыли. Сейчас замок никому не нужен. Его выставили на продажу в 2009 году, но до сих пор замок так никто и не купил.
У замка Килкея родился полярный исследователь Эрнест Шеклтон (1874—1922). Эрнест родился в семье квакеров, которые были мукомолами у замка Килкея более 100 лет.